# Tomas Bolme
Tomas Robert Olof Bolme (21. duben 1945 ve farnosti Högalid na ostrově Södermalm ve Stockholmu) je švédský filmový a divadelní herec, který za své herecké umění získal ocenění Zlatohlávek.

## Kariéra
První filmové role získal již padesátých letech 20. století, od počátku 60. let následovaly také role v řadě televizních seriálů (hrál skoro ve 20 seriálech). V letech 1966 až 1969 vystudoval Teaterhögskolan (Národní akademii pantomimy a herectví ve Stockholmu), v době jeho studií známou též jako Národní akademie dramatických umění. Bolme byl po mnoho let (1971 až 1990) jednou z vůdčích postav (a zakládajícím členem) svobodné divadelní skupiny Fria Proteatern a hrál rovněž v několika dalších divadlech.
Tomas Bolme je znám tím, že do švédštiny namluvil kreslenou postavičku Tintina, hlavní postavu z filmu Tintinova dobrodružství, který byl natočen podle stejnojmenné komiksové série belgického kreslíře Hergé. Dále daboval hlas Asterixe v sérii hraných filmů Asterix a Obelix o této komiksové postavě, kde titulní postavy hrají Christian Clavier a Gérard Depardieu a rovněž namluvil hlas Asterixe v (zatím dvou) počítačově animovaných filmech natočených v belgicko-francouzské koprodukci. Jde o první filmy o Asterixovi a Obelixovi, které jsou natočeny ve stereoskopickém 3D. Namluvil také hlas strážníka Klanga v animovaném filmu Pipi Dlouhá punčocha (Pippi Långstrump) podle knižní předlohy Astrid Lindgrenové z roku 1997 a ve stejnojmenném (Pippi Långstrump) kanadsko-německo-švédském animovaném televizním seriálu o 26 epizodách z roku 1998. Namluvil rovněž další animovanou postavičku Cobra (japonská science-fiction komiks: manga). Podílel se také na několika dokumentárních filmech. Namluvil rovněž celou řadu audioknih.

## Osobní život
Je ženatý s Elisabeth Nordkvist(ovou), která je také herečkou. Jeho sestra Agneta Bolme Börjefors (1941–2008) byla významná švédská televizní moderátorka, televizní producentka a reportérka pro Sveriges Television AB (SVT: švédská veřejnoprávní televize).
Tomas Bolme je bývalým členem švédské komunistické strany (KFML: Kommunistiska förbundet marxist-leninisterna). Bolme se rozhodl veřejně oznámit, že poskytuje finanční podporu antifašistickému časopisu Expo.

## Výběrová filmografie
- 1988 Fordringsägare, anglicky Creditors
- 1992 S nejlepšími úmysly
- 1997 Pipi Dlouhá punčocha: animovaný film podle knižní předlohy Astrid Lindgrenové, hlas strážníka Klanga
- 1998 Pipi Dlouhá punčocha: kanadsko-německo-švédský animovaný televizní seriál o 26 epizodách podle Astrid Lindgrenové, hlas strážníka Klanga
- 1999 Asterix a Obelix (Asterix a Obelix kontra Caesar): francouzský (resp. německo-italsko-francouzský) hraný film, hlas Asterixe
- 2002 Asterix a Obelix: Mise Kleopatra: francouzský hraný film, hlas Asterixe
- 2005 Wallander: TV seriál podle knižní předlohy s hlavní postavou Kurta Wallandera (Henning Mankell, který se podílel i na scénáří)
- 2006 Když padne soumrak
- 2013 Zločiny z vášně: Mrtvá nevěsta (TV film)
- 2014 Zkažená holka
- 2015 Asterix: Sídliště bohů: 3D animovaný film z roku 2014, ale švédská premiéra byla 1. dubna 2015, hlas Asterixe
- 2019 Asterix a tajemství kouzelného lektvaru (Astérix: Le Secret de la potion magique; 2018): švédská premiéra 2019, hlas Asterixe

## Ocenění
Cenu švédského filmového průmyslu Zlatohlávek získal v kategorii Nejlepší herec v hlavní roli za filmové drama Fordringsägare (anglicky Creditors) z roku 1988, který byl natočen podle hry švédského spisovatele Augusta Strindberga. Zajímavostí je, že Tomas Bolme svého prvního a zatím jediného Zlatohlávka získal za film, který spolurežíroval Keve Hjelm (a současně ve filmu také hrál). Ten svého Zlatohlávka získal již v roce 1964. Tomasi Bolmemu bylo ocenění uděleno 6. března 1989 na slavnostním vyhlášení 24. ročníku těchto filmových cen. Společně s Kim Anderzonovou (ta ocenění získala již v roce 1983) potom moderoval 27. ročník, který se konal 16. března 1992.

## Divadelní role
Tomas Bolme vytvořil také celou řadu významných divadelních rolí, především v divadelní skupině Fria Proteatern, v divadle Stockholms stadsteater (Stockholmské městské divadlo),
v Riksteatern a v neposlední řadě v divadle Dramaten, formálně Kungliga Dramatiska Teatern (Královské dramatické divadlo) To je švédská národní scéna pro mluvené drama, divadlo bylo založeno již v roce 1788 Gustavem III. a od té doby je v nepřetržitém provozu, představení se pravidelně konají též po celém Švédsku i v zahraničí.

## Audioknihy
Tomas Bolme namluvil rovněž celou řadu audioknih. Zejména jde o několik knih, jejichž autorem je Jan Guillou a to jednak knihy o fiktivním švédském špiónovi Carlu Hamiltonovi přezdívaném „Coq Rouge“ (Červený kohout), jednak audioknihy z „křižácké trilogie“ (např. Vägen till Jerusalem, česky vyšlo pod názvem Cesta do Jeruzaléma) a rovněž audioknihy z „Trilogie Velké století“ (např. Brobyggarna, česky vyšlo jako Stavitelé mostů. Dále namluvil několik knih od Maria Gripe (1923–2007), která byla významnou švédskou autorkou zejména knih pro děti a mládež.
Dále ve švédštině namluvil knihy zahraničních autorů, např. Mistr a Markétka od Michaila Bulgakova, několik detektivních románů od britské spisovatelky P. D. Jamesové nebo šestidílný cyklus, který v češtině vyšel pod názvem Letopisy z hlubin věků od britské spisovatelky narozené v Africe Michelle Paverové ad.